# Vilhelmina spelmansstämma
Vilhelmina spelmansstämma startades av Jon Erik Öst 1942. På hans initiativ firades första hembygdsbröllopet 1944 med spelmän i täten av kyrkmarschen.
Under 1980-talet tog Volgsjögillet på sig att ordna spelmansmiddag. Från och med 1989 har Volgsjögillet stått som arrangör av stämman, som är ett inslag under Vilhelmina Hembygdsdagar.
Spelledare har genom åren varit: Jon Erik Öst, Erik Öst, Allan Karlsson (Sorsele), Maria Öst (Jon Eriks barnbarn), Sören Johansson, Ulla-Britt Renman och Matilda Höök.